# Goniopteroloba biconcava
Goniopteroloba biconcava är en fjärilsart som beskrevs av Louis Beethoven Prout 1958. Goniopteroloba biconcava ingår i släktet Goniopteroloba och familjen mätare. Inga underarter finns listade i Catalogue of Life.